# 紀元前472年
紀元前472年（きげんぜん472ねん）は、ローマ暦の年である。
当時は、「ルフスとフススが共和政ローマ執政官に就任した年」として知られていた（もしくは、それほど使われてはいないが、ローマ建国紀元282年）。紀年法として西暦（キリスト紀元）がヨーロッパで広く普及した中世時代初期以降、この年は紀元前472年と表記されるのが一般的となった。

## 他の紀年法
- 干支 : 己巳
- 日本
  - 皇紀189年
  - 孝昭天皇4年
- 中国
  - 周 - 元王5年
  - 秦 - 厲共公5年
  - 晋 - 出公3年
  - 楚 - 恵王17年
  - 斉 - 平公9年
  - 燕 - 孝公26年
  - 趙 - 襄子4年
- 朝鮮
  - 檀紀1862年
- ベトナム :
- 仏滅紀元 : 73年
- ユダヤ暦 : 3289年 - 3290年

## できごと

### ギリシア
- アテナイによる攻撃の後、エヴィア島のカリストゥス（英語版）は、デロス同盟への加入を強制された。

### 中国
- 晋の智瑶が斉を攻撃し、犁丘で会戦して斉軍を破った。

### 文学
- アイスキュロスが悲劇『ペルシア人』を書いた。これは、現存する最古のギリシア劇である。